# Massespektrometer
Et massespektrometer bruges i massespektrometri. Det overordnede princip for, hvordan dette virker er som følgende:
Første trin i processen er et ioniseringskammer. Her bringes molekylerne til gasfase, hvorefter der sker en ionisering af molekylerne. Der er flere forskellige ioniseringsmetoder. Ved den mest almindelige metode bombarderes molekylerne af elektroner med et højt energi-niveau. Ved sammenstød mellem et molekyle og en elektron bliver der dannet en såkaldt molekylar-ion. I massespektret refererer man til denne molekylar-ion som M+. Denne ion er ustabil og vil derfor fragmentere i mindre, mere stabile dele. Ionerne accelereres herefter op i et elektrisk felt. Næste proces er masseanalysatoren, hvor de accelererede ioner udsættes for et stærkt magnetfelt. Da ionerne har en positiv ladning, vil der i magnetfeltet ske en afbøjning. Hvor meget de forskellige ioner afbøjes, afhænger af deres masse/ladning-forhold. Denne størrelse noterer man som m/e-forholdet.
Sidste proces i massespektrometeret er en detektor, som registrerer antallet af ioner som funktion af m/e-forholdet. Output’et er et massespektrum, som man kan analysere.